# Florence Wysinger Allen
Florence Wysinger Allen (1913-1997) va ser una model artística afroamericana durant més de 30 anys. Va ser anomenada la més estimada model dels artistes de San Francisco.

## Biografia
Florence Wysinger Allen va néixer a Oakland, Califòrnia, el 1913. El seu pare, Arthur, era el fill d'Edmond Wysinger Edward i la seva mare, nascuda Moore, era un pianista de concert. Allen va assistir a la Fremont High School i es va convertir en un membre actiu de la comunitat artística de San Francisco, així com es va convertir en activista pels drets civils i columnista d'un diari. El seu cercle social inclouia gent de la talla de Paul Robeson, Paul Newman, Harry Belafonte i Allen Ginsberg. Mentre no feia de model treballava d'hostessa a restaurants de North Beach com el Washington Square Bar and Grill. El 1987 va ser atropellada per un camió mentre creuava un carrer a prop de Moll dels Pescadors, i es va trencar les dues cames i perdé la seva mobilitat. Va morir a El Sobrante, a Califòrnia l'1 de juny de 1997.

## Carrera
| «           | Hi ha un art en aquest negoci. Hi ha molt més que la pell i els ossos. És una feina molt difícil. Has de trobar els músculs que no sabies ni que tenies. Just quan creus que estàs relaxada, la suor comença a córrer - i llavors et rasques. La tensió és enorme. | » |
| — Flo Allen | |   |

Allen va començar com a model el 1933, motivada per necessitats monetàries, i treballar per a pintors com Mark Rothko, Diego Rivera, Gertrude Murphy i Wayne Thiebaud. També va fer de model per a classes d'art a l'escola d'art de San Francisco, a la Universitat de Califòrnia, Berkeley i la Universitat Stanford, entre d'altres. Preferia fer de model de nu, ja que es cobrava 75 centaus per hora davant dels 50 centaus l'hora per modelar vestida. El 1945 va fundar el Gremi de models de San Francisco. El 1965 la Universitat de Califòrnia-San Francisco va celebrar una exposició d'art titulada Florence Allen Herself, que va mostrar trenta anys de la carrera d'Allen com a model. El 1987 es va convertir en la Coordinadora de models i professora del Taller de Certificació de models al California College of the Arts.